# Loge Les Amis Philanthropes nº 3
Loge Les Amis Philanthropes nº 3 is een vrijmetselaarsloge in Brussel die deel uitmaakt van het Grootoosten van België (G.O.B.).  

## Geschiedenis
De loge is een afsplitsing van Loge Les Amis Philanthropes nº 1 in 1911, omdat het ledenaantal van deze loge te hoog werd.
In 1928 ontstond uit haar schoot de Franstalige Brusselse loge Prométhée, als afscheuring.

## Familiebanden
Les Amis Philantrophes nº 3 maakt deel uit van een maçonnieke familie die behoort tot het Grootoosten van België en die als volgt is samengesteld:
- loge nº 4 : Loge Les Vrais Amis de l'Union et du Progrès Réunis (1782/1854)
  - loge nº 5 : Loge Les Amis Philanthropes nº 1 (1797)
    - loge nº 6 : Les Amis Philanthropes nº 2 1894-1973)
      - loge nº 59 : Les Amis Philanthropes nº 2 Alpha (1973)
      - loge nº 60 : Les Amis Philanthropes nº 2 Omega (1973)

    - loge nº 7 : Loge Les Amis Philanthropes nº 3 (1911)
      - loge nº 23 : Prométhée (1929)

    - loge n° 8 : Tradition et Solidarité (Grootloge van België, G.L.B.) (1959-19XX)
    - loge n° 48 : Le Ciment (1964)
    - loge nº 56 : Les Amis Philanthropes nº 4 Henri Saint-Jean (1972)
    - loge n° 82 : Anderson (1982)

  - loge nº - : La Félicité Bienfaisante (Grootoosten der Nederlanden, G.O.N.) (1804-18XX)
  - loge nº - : L'Espérence (1805-18XX)
    - loge nº - : Les Amis du Progrès (1838-1854)

  - loge nº - : L'Avenir (1837-18XX)
  - loge nº 22 : Action et Solidarité nº 1 (1924)
    - loge nº 31 Action et Solidarité nº 2 (1949)
    - loge nº 32 Action et Solidarité nº 3 (1949)
      - loge nº 80 Action et Solidarité 1980 (1980)

  - loge nº 42 Le Libre Examen (1960)
  - loge nº 23 : L'Union (1962) (G.L.B. tot 1979) / nº 1 : L'Union (1962)  (Reguliere Grootloge van België vanaf 1979)
  - loge nº 17 : L'Heureuse Rencontre  (G.L.B.) (1966)

## Bekende leden
- Robert Hamaide (1907-1979), jurist en voormalig grootmeester G.O.B.
- Georges Van Hout (1918-2004), mathematicus, letterkundige en radiomaker